# Burey-en-Vaux
Burey-en-Vaux är en kommun i departementet Meuse i regionen Grand Est (tidigare regionen Lorraine) i nordöstra Frankrike. Kommunen ligger i kantonen Vaucouleurs som tillhör arrondissementet Commercy. År 2022 hade Burey-en-Vaux 157 invånare.

## Befolkningsutveckling
Antalet invånare i kommunen Burey-en-Vaux
| Referens: INSEE |